# Сировець Федір Прокопович
Федір Прокопович Сировець (невідомо — 1919) — український більшовик.
Народився у Чернігівській губернії у безземельній селянській родині. Перебрався в Кам'янське для роботи на металургійному заводі.
Під час революції 1905—1907 він піддався більшовицькій агітації. Брав участь у страйках і демонстраціях робітників заводу під проводом кам'янських більшовицьких вожаків М. І. Арсенічева, І. М. Харитонова, В. І. Татаренко, І. М. Бєсєдова.
Вже 1917 року Федір Сировець вступив у ВКП(б) й працює у заводському комітеті.
Федір Сирець стає одним з перших червоногвардійцем для збройного спротиву австро-німецьким військами і українській владі. Він входить до воєнно-революційного комітету Кам'янського й потім обирається комісаром громадянської охорони. За дорученням комуністичного партійного комітету він разом з командиром партизанського загону у селах лівобережжя С. І. Лантухом знищує головні сили противника біля станції Воскобійня. Боровся з військами Никифора Григор'єва. Його призначено секретарем Кам'янської міської Ради робітничих, селянських й червоноармійських депутатів.
З приходом південно-російських військ Денікіна у 1919 році Федір Сировець пішов у підпілля. Він захворів на тиф. Через провокатора його було схоплено й після жорстких тортур розстріляно у катеринославській в'язниці. На визволення Сировця до Катеринослава домовлятися з денікінцями їздив Іван Мєркушов, старший брат майбутнього начальника Кам'янського НКВС Василя Меркушова.
У Кам'янському ім'ям Федіра Сировця була перейменована тодішня вулиця Кладовищенська, що тепер є центральною вулицею міста й називається проспектом Тараса Шевченка.
Похований під пам'ятником Прометей на розі проспектів Свободи й Гімназичного разом з Арсенічевим, Заварихіним, Харитоновим, Карчевським, Бєсєдовим, Бєспаловим і Татаренко.